# 上田玄蕃直次
上田 直次（うえだ なおつぐ、生没年不詳）は、江戸時代初期の武士（備後福山藩士）。通称は玄蕃。福山藩主水野家筆頭家老を務めた。

## 生涯
水野勝俊、勝貞、勝種三代にわたり家老を務めた上田玄蕃直重（生年不詳 - 1676年）と備後福山藩士・本庄重政の妹との長男として福山藩に生まれた。弟は上田勘解由直定で、同じく福山藩家老を務めた。
家禄は祖父の上田四郎右衛門の時代で900石であったが、父の時代で3000石となった。
直次は土木工事に精通していたことを見込まれ、家老と併任して干拓奉行に就任し、福山城下沖の干拓を請け負った。1671年（寛文11年）、川口村の干拓を完成させた。
1676年（延宝4年）、父の死により家督を継ぎ、水野姓を賜った。
1698年（元禄11年）に水野家が改易となった。福山城明け渡しが完了したのち、改名し浪人となり京都に居住したといわれている。墓所は日蓮宗 法鏡山実相寺にある。
川口村など、干拓によって造成された地域では、直次は「干拓の父」として敬われ、玄蕃社に祀られた。現在も福山市東川口町に「上田玄蕃直次之碑」があり、当時の功績が伝えられている。

## 親族
- 祖父 - 上田四郎右衛門
- 父 - 上田玄蕃直重
- 弟 - 上田勘解由直定